# José Domingo de Mintegui
José Domingo de Mintegui Claudio (San Sebastián, 29 de abril de 1756-Madrid, 5 de abril de 1843) fue catedrático y rector de la Universidad de Salamanca, además de político.

## Biografía
Natural de San Sebastián, nació en la capital guipuzcoana el 29 de abril de 1756, hijo de Juan José de Mintegui y María Cruz de Claudio. Se le bautizó con el nombre de José Domingo Prudencio Joaquín. Creció en el seno de una familia de comerciantes opulentos. Avanzado en los estudios, para cuando tenía once años ya sabía hablar en varios idiomas. Estudió Derecho Civil en Granada y Derecho Canónico en Salamanca. Hizo oposición a una beca del colegio mayor de San Bartolomé de la universidad salmantina, en la que ocuparía diversas cátedras y de la que llegaría a ser rector. Se le llegó a ofrecer una plaza en el Consejo de Castilla, pero la rechazó.
Ya jubilado de la docencia, incursionó en la política. En las elecciones generales de España de 1813, fue elegido diputado a Cortes por la circunscripción de Salamanca y repitió en 1814. Como integrante de la Dirección General de Estudios, su firma figuró en, entre otros, el «Proyecto de ley de Instrucción pública», que se presentó ante las Cortes el 7 de marzo de 1814. Fue elegido nuevamente en los comicios de 1820, esta vez por Guipúzcoa, pero no llegó a ejercer en la cámara, pues se quedó de suplente.
Habría escrito varias obras, pero solo llegó a publicarse una, de título Compilación de falsas decretales y cánones de fe dudosa.
Falleció el 5 de abril de 1843, a los 86 años.